# Улица Доблести (Санкт-Петербург)
Улица До́блести — улица в Красносельском районе Санкт-Петербурга. Проходит от улицы Маршала Казакова до Петергофского шоссе. Продолжается на юг улицей Партизана Германа.

## История
Название присвоено улице 16 октября 1978 года в память о доблестных защитниках Ленинграда в годы Великой Отечественной войны.
В 2011—2012 годах улица была продлена от Ленинского проспекта до улицы Маршала Казакова.

## Транспорт
1. Метрополитен: «Проспект Ветеранов», «Ленинский Проспект», «Автово», «Кировский Завод»
2. Автобус № 2, 2а, 83, 87, 111, 142, 160, 300
3. Троллейбус № 48

В планах — строительство метро «Улица Доблести» 6 линии.

## Пересекает следующие улицы
- улица Маршала Казакова
- Ленинский проспект
- улица Маршала Захарова
- улица Рихарда Зорге
- Петергофское шоссе

## Общественно значимые объекты
- улица Доблести, 1 (Юго-Западная ТЭЦ)
- ул. Маршала Казакова, 68, корп. 1 (Библиотека № 14)
- улица Доблести, 9 (Спортивный клуб Олимпик Тач, Стар)
- Ленинский проспект, 72 к. 2 (Детский сад № 81)
- улица Доблести, 18 к. 2, Ленинский проспект, 67к3 (Детский сад № 65)
- улица Доблести, 15 (Бассейн ГазПром)
- улица Доблести, 20 (Внутригородское муниципальное образование Санкт-Петербурга муниципального округа)
- улица Маршала Захарова, 20 (Народный, Дикси, Магнит, Отдел УФМС России по Санкт-Петербургу и Ленинградской области в Красносельском районе)
- улица Доблести, 24 к. 2 (Детский сад № 61)
- улица Доблести, 24 к. 3 (Специальное предприятие Новое Поколение, Храм Святых Равноапостольных Константина и Елены)
- Церковь Покрова Божией Матери
- Южно-Приморский парк
- улица Рихарда Зорге, 1 (поликлиника № 106)
- улица Доблести, 34 (Лицей искусств «Санкт-Петербург»)